# Acuticeresium incertum
Acuticeresium incertum là một loài bọ cánh cứng trong họ Cerambycidae.